# San Marquitos
San Marquitos är en ort i Mexiko.   Den ligger i kommunen Santiago Tuxtla och delstaten Veracruz, i den sydöstra delen av landet, 400 km öster om huvudstaden Mexico City. San Marquitos ligger 26 meter över havet och antalet invånare är 199.
Terrängen runt San Marquitos är huvudsakligen platt, men österut är den kuperad. Terrängen runt San Marquitos sluttar västerut. Runt San Marquitos är det ganska tätbefolkat, med 70 invånare per kvadratkilometer. Närmaste större samhälle är Santiago Tuxtla, 14,8 km öster om San Marquitos. Omgivningarna runt San Marquitos är en mosaik av jordbruksmark och naturlig växtlighet.